# Kodak Brownie

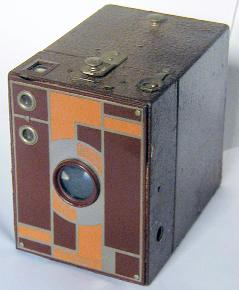
Фотоаппарат «Kodak Beau Brownie»

Кодак Брауні (англ. Kodak Brownie) — назва ряду дешевих фотоапаратів найпростішого типу, що випускалися компанією Eastman Kodak протягом декількох десятиліть, починаючи з 1900 року. Перша модель лінійки коштувала всього 1 долар і була найдешевшою і доступною камерою свого часу.
Назва «Брауні» запозичена у відомих персонажів коміксів Палмера Кокса, оскільки фотоапарат спочатку призначався для дітей. Всього випущено кілька десятків моделей найпростіших бокс-камер цього бренду загальним тиражем в кілька мільйонів примірників.

## Особливості
Протягом року після початку випуску моделі Kodak Brownie № 1 було продано 250 тисяч екземплярів фотоапарата. У корпусі з пресованого картону розміщувався обтюраторний затвор з єдиною витримкою, однолінзовий об'єктив типу «Меніск» і ролик фотоплівки тип-117. Перші екземпляри не оснащувалися видошукачем, замість якого на верхню стінку наносилися маркери для приблизної оцінки поля зору. Об'єктив типу фікс-фокус був сфокусований на гіперфокальна відстань і забезпечував якість квадратного негатива, придатне для контактного друку. У 1901 році запущено виробництво наступної моделі вартістю 2 долари, розрахованої на більший кадр 6 × 9 плівки тип-120. Цей тип фотоматеріалу був розроблений саме для цієї камери, доживши до наших днів. Друга модель випускалася паралельно з першою до 1935 року як в паперовому корпусі (базова модель), так і в більш дорогому алюмінієвому. У Російській імперії ця камера в комплекті з «повним денним фотографічним набором» була доступна в 1912 році за 11 рублів 20 копійок.

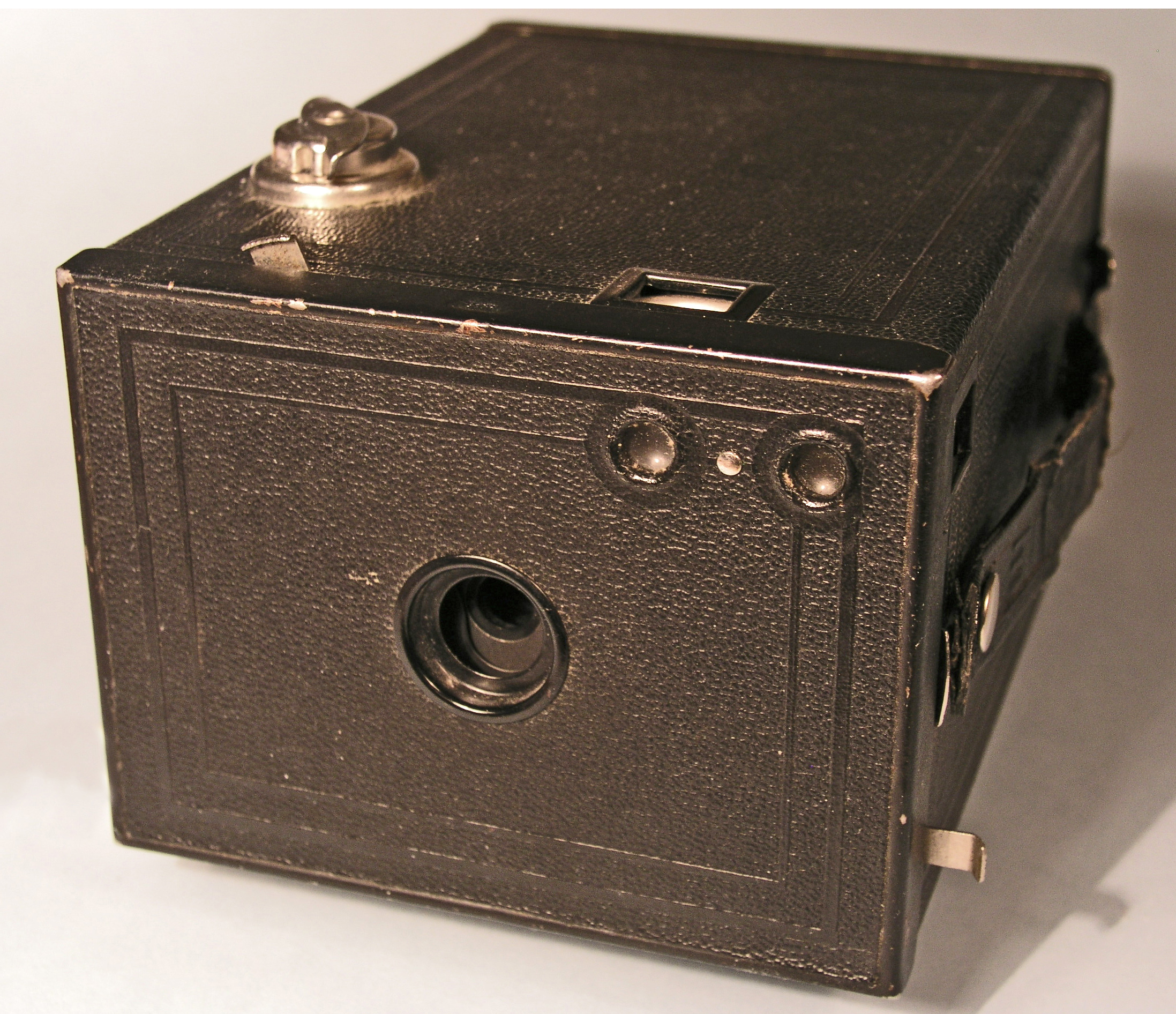
Фотоапарат «Kodak Brownie №2»

Конструкція наступних фотоапаратів була досконаліше: модель «Six-20 Flash Brownie» 1940 року оснащувалася синхронізацією з одноразовими спалахами General Electric. У 1957 році світ побачила камера «Brownie Starflash», в якій встановлювалася перший для всього сімейства вбудований електронний фотоспалах. Однією з найпопулярніших стала модель «Brownie 127», продана в кількості декількох мільйонів за період з 1952 до 1967 року. У найпростішому бакелітовим корпусі встановлювався однолінзовий об'єктив, а фільмовий канал зігнутої форми для плівки типу 127 компенсував астигматичного кривизну його поля. Фотоапарат «Brownie Cresta», що випускався з 1955 до 1958 року був розрахований на рольфільм тип-120. Частина апаратури серії «Brownie» мала складну конструкцію. Остання модель Brownie Anniversary, що зійшла з конвеєра в 1982 році, заряджалась плівкою тип-110.
Ще одна лінійка під назвою «Beau Brownie» відрізнялася від основної дорожчим двохлінзовим симетричним об'єктивом з укороченою фокусною відстанню. Короткофокусний об'єктив дозволив на 2 дюйма вкоротити корпус, який випускався з передньою панеллю, прикрашеної орнаментом дизайнера Уолтера Тіга з двокольорового емалі. Всього було п'ять колірних комбінацій, що використовувалися для фарбування: чорний з бордовим, коричневий з помаранчевим, а також двотонні синій, зелений і рожевий. Серія випускалася з 1930 до 1933 року і фотоапарати цього типу вважаються колекційною рідкістю.